# Typhloleleupius
Typhloleleupius – rodzaj chrząszczy z rodziny kusakowatych i podrodziny żarlinków. Obejmuje pięć opisanych gatunków. Występują na terenie Południowej Afryki, Lesotho i Madagaskaru.

## Morfologia
Chrząszcze o wydłużonym ciele długości od 3,5 do 5,9 mm.
Głowa ma równomiernie zaokrąglone boczne krawędzie, grzbietową powierzchnię delikatnie i rzadko owłosioną, mikrorzeźbioną, z wyjątkiem pośrodkowego pasma grubo punktowaną, nadustek zaopatrzony w skierowany ku przodowi, stożkowaty róg, zanikłe lub zredukowane, zbudowane z co najwyżej kilku fasetek oczy, parę listewek skroniowych, ciągnące się prawie od żuwaczek po kąty tylne bruzdy pod oczami, wykrojoną wargę górną z płatkiem lub ząbkiem przy środku przedniego brzegu oraz niewielki i stożkowaty ostatni człon głaszczków szczękowych.
Przedplecze jest trochę dłuższe niż szersze, dłuższe od pokryw i ma powierzchnię punktowaną z wyjątkiem pośrodkowego pasma podłużnego, zaopatrzoną w niską listewkę pośrodkową wyraźną u nasady, słabo zaznaczoną pośrodku i zanikłą na przedzie. Punktowane i owłosione hypomery mają oddzielone zafalowanymi listewkami poprzecznymi przeciętnie długie, niemal pionowe i zaokrąglone na szczycie płaty zabiodrowe. Niestykające się z hypomerami furcasternum przedtułowia jest długie, wąskie i z tyłu zwężone. Basisternum śródtułowia ma pośrodku szerokie wklęśnięcie z silną bruzdą oraz pozbawione jest pośrodkowego żeberka. Biodra przedniej pary osadzone w otwartych z tyłu panewkach i zaopatrzone w pośrodkowe żeberko przy nasadzie. Ostatnia para odnóży ma pozbawione kolców na tylnym brzegu krętarze, pozbawione kolcowatych szczecin na krawędzi wewnętrznej uda, natomiast golenie z grzebieniami na wewnętrznej i zewnętrznej stronie wierzchołka, pozbawione kolcowatych szczecin na wewnętrznych krawędziach.
Samiec ma genitalia pozbawione paramer i płata nasadowego, zaopatrzone w symetrycznie zbudowany, szeroki w widoku brzusznym edeagus z wyrostkiem wentralnym. Samica ma szeroką u nasady i zwężoną u szczytu boczną płytkę gonokoksalną.

## Ekologia i występowanie
Chrząszcze te zasiedlają formacje drzewiaste i krzewiaste na wysokości od 970 do 2000 m n.p.m. Bytują w ściółce, próchnicy, pod kamieniami oraz wśród korzeni drzew na głębokości do 40 cm pod poziomem gruntu.
Przedstawiciele rodzaju zamieszkują południe szeroko rozumianej krainy afrotropikalnej. Znani są z Południowej Afryki, Lesotho i Madagaskaru.

## Taksonomia
Takson ten wprowadzony został w 1964 roku przez Gastona Fagela na łamach „Revue de zoologie et de botanique africaines” jako monotypowy, z opisanym w tej samej publikacji T. doryloides jako jedynym gatunkiem. W 2013 roku Jiří Janák dokonał rewizji rodzaju, opisując w jego obrębie 4 nowe gatunki, oraz wyłączenia rodzaju poza podplemię Scopaeina, klasyfikując go jako Paederini incertae sedis. W 2023 roku Lee Herman umieścił go w podplemieniu Sphaeronina w obrębie Lathrobiini.
Do rodzaju tego zalicza się 5 opisanych gatunków: 
- Typhloleleupius capensis Janák, 2013
- Typhloleleupius doryloides Fagel, 1964
- Typhloleleupius elongatus Janák, 2013
- Typhloleleupius minutus Janák, 2013
- Typhloleleupius podocarpus Janák, 2013